# Gate 7
Gate 7 (jap. GATE 7) ist eine Mangaserie der japanischen Zeichnergruppe Clamp, deren erstes Kapitel 2010 in Japan erschienen ist. Das Werk, das in die Genre Abenteuer und Fantasy einzuordnen ist, ist in Japan ein Verkaufserfolg und wurde in mehrere Sprachen übersetzt, darunter auch ins Deutsche.

## Inhalt
Die Oberschülerin Hana, Tochter eines Tempelpflegers, hat die Fähigkeit, bewusst in ihre eigene Traumwelt einzutauchen. Dort kämpft sie gegen Ungeheuer, die die unbewussten Wünsche der Menschen kontrollieren wollen. Mit einem Zauber führt sie den Oberschüler Takamoto Chikahito nach Kyoto. Dieser stammt aus Tokio, wollte aber schon lange in Kyoto leben. Nachdem nun seine Mutter im Ausland arbeitet, wird er nach Kyoto versetzt und trifft dort auf Hana. Sogleich wird er in Hanas Kampf hineingezogen, bei dem sie von Sakura und Tachibana unterstützt wird. Die beiden Männer stehen jeweils für die Kräfte Yin und Yang und helfen Hana, die Kreaturen der jeweils anderen Kräfte zu besiegen.

## Veröffentlichung
Ein erstes Kapitel des Mangas erschien am 4. November 2010 im Magazin Jump SQ als Einzelgeschichte. Diese wurde ab Februar 2011 im gleichen Magazin fortgesetzt. Im September 2012 wurde die Serie wegen der Krankheit eines Mitglieds der Künstlerinnengruppe unterbrochen. Der Verlag Shūeisha brachte die Geschichte auch in vier Sammelbänden heraus. Egmont Manga und Anime begann im Februar 2012 eine deutschsprachige Veröffentlichung der Serie. Die Übersetzung stammt von Claudia Peter. Bis Januar 2014 erschienen alle vier Bände. Dark Horse Comics erwarb die Rechte für Nordamerika und Tong Li Publishing für Taiwan. Bei Planet Manga erschien der Manga in Italien, bei Kazé in Frankreich und bei NewPop in Brasilien.
Die vier Bände verkauften sich in Japan über 170.000 mal in den ersten Wochen nach Veröffentlichung, der dritte Band über 180.000 Mal. Die Animania schreibt von „exzellentem, manchmal allerdings etwas zu großzügigem Fantasy-Artwork“ und einer „hervorragend gezeichneter“ Fantasy-Geschichte, insbesondere für Fans von Clamp oder „geschichtlich interessierten Japan-Nerds“. Die Welt der Serie sei durch Bezüge zu anderen Werken der Zeichnerinnengruppe sowie vielen japanischen Begriffen und sich daraus ergebender inhaltlicher Komplexität jedoch nicht leicht zugänglich, auch wenn vieles durch Fußnoten erklärt würde.